# Scopula mascula
Scopula mascula är en fjärilsart som beskrevs av Max Joseph Bastelberger 1909. Scopula mascula ingår i släktet Scopula och familjen mätare. Inga underarter finns listade.